# توماس جورج والاس
توماس جورج والاس هو سياسي كندي، ولد في 7 مايو 1879 في أوتاوا في كندا، وتوفي في 20 فبراير 1921. حزبياً، نشط في حزب كندا المحافظ. وقد انتخب عضو مجلس العموم الكندي.